# Харспельт
Харспельт (нем. Harspelt) — община в Германии, в земле Рейнланд-Пфальц. 
Входит в состав района Айфель-Битбург-Прюм. Подчиняется управлению Арцфельд.  Население составляет 75 человек (на 31 декабря 2010 года). Занимает площадь 4,82 км².